# Charles Inglis (1734-1816)
Pour les articles homonymes, voir Inglis.
Charles Inglis, né en 1734 à Glencolumbkille dans le comté de Donegal en Irlande, et mort le 24 février 1816 près de Halifax en Nouvelle-Écosse au Canada, est un ecclésiastique et un éducateur canadien qui devient le premier évêque anglican de Nouvelle-Écosse.

## Biographie
Charles Inglis naît en 1734 à Glencolumbkille dans le comté de Donegal en Irlande. Il est le plus jeune des trois fils du révérend Archibald Inglis, pasteur à Glen et Kilcar ; il n'y a pas de détails sur sa mère. Il est élevé au sein d’une famille de clercs d’ascendance écossaise.
Il fait des études privées. Orphelin à l'âge de onze ans, la mort prématurée de son père l'empêche de fréquenter l’université. Ne pouvant pas entrer au Trinity College de Dublin par manque d'argent, il décide d'émigrer en Amérique vers 1754.
De 1755 à 1758, il dirige une école gratuite à Lancaster, en Pennsylvanie, et gagne la sympathie des voisins, qui le recommandent à la Société pour la propagation de l'Évangile. Il se rend en Angleterre, est ordonné par l'évêque de Londres et, de retour en Amérique, commence à travailler dans la station missionnaire de Dover, qui comprend alors le comté de Kent, dans le Delaware, le 1er juillet 1759. En 1765, il devient l'assistant du Dr Auchnutz à l'église Holy Trinity de New York et le catéchiste des noirs. Il participe alors à la controverse sur l'épiscopat américain, dont il préconise la fondation dans un pamphlet, et est membre de la convocation volontaire qui se réunit le 21 mai 1766. En collaboration avec Sir William Johnson, il participe activement à l'évangélisation des Indiens Mohawk. L'université d'Oxford lui décerne le diplôme de M.A. le 6 avril 1770 et celui de D.D. le 25 février 1778 (Foster, Alumni Oxon. p. 728). En 1776, lorsque Washington prend possession de New York, Inglis, en tant que loyaliste, se retire à Long Island pendant un certain temps, mais le Dr Auchnutz meurt le 4 mars 1777, et Inglis est choisi pour lui succéder dans la charge de Holy Trinity. L'église vient d'être incendiée et Inglis est intronisé par le gouverneur Tryon parmi les ruines. Sa loyauté envers la couronne anglaise le rend odieux au nouveau gouvernement américain. Ses biens lui sont retirés et il figure dans l'Act of Attainder de 1779. Il démissionne le 1er novembre 1783 et se rend en Angleterre. Le 12 août 1787, il est consacré premier évêque de Nouvelle-Écosse, devenant ainsi le premier évêque colonial britannique ; il se rend dans son diocèse et, en 1809, il est nommé membre du conseil de Nouvelle-Écosse.
Inglis épouse Margaret Crooke, fille de John Crooke du comté d'Ulster, New York, et a deux filles et un fils, John (en), qui devient en 1825 troisième évêque de Nouvelle-Écosse, meurt à Londres en 1850, et est le père de Sir John Eardley Wilmot Inglis qui publie quelques pamphlets.
Charles Inglis meurt le 24 février 1816 près de Halifax en Nouvelle-Écosse au Canada.